# Робер (соус)

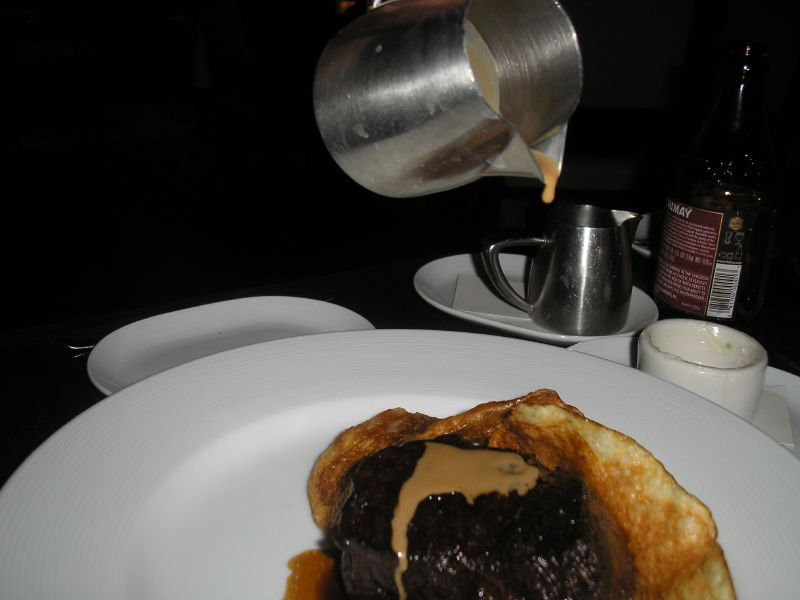
Стейк под соусом робер

Соус робе́р (фр. sauce Robert) — горячий коричневый луковый соус французской кухни, который сервируют к мясу и птице грилье. Происхождение названия по мужскому имени Робер достоверно не известно. Возможно, Робером звали автора рецепта, либо соус назвали в честь знаменитого соусье Робера Вино.
Для соуса робер рубленый репчатый лук пассеруют в сливочном масле, посыпают мукой, погашают белым вином и заливают насыщенным мясным бульоном, проваривают и процеживают. Затем приправляют солью и перцем, а также горчицей. Согласно рецептам в «Поварском искусстве» П. М. Зеленко соус робер также готовят смешением тушёного лука с готовым испанским соусом или велуте с добавлением сливочного масла и горчицы.
В сказке Шарля Перро «Спящая красавица» под соусом робер королева-мать, как людоедка, собирается съесть маленькую внучку Зарю.